# ساموئل یروینیان
سمول یروینیان (به ارمنی: Սամվել Երվինյան) (زاده ۲۵ ژانویه ۱۹۶۶ - ایروان) آهنگ‌ساز و نوازنده ویولن اهل ارمنستان است.

## زندگی‌نامه
آموزش نواختن ساز ویولن را در سن ۷ سالگی زیر نظر آرمن میناسیان در مدرسه موسیقی آلکساندر اسپندیریان آغاز نموده است.  وی تحصیلات آکادمیک خود را در کنسواتوار موسیقی چایکفسکی در ارمنستان زیر نظر ادوارد دایان آغاز کرد. مدرک پی‌اچ‌دی خویش را در سال ۱۹۹۳ از کنسرواتوار دولتی کومیتاس ایروان کسب نموده است. وی از سال ۲۰۰۳ در آلبوم‌ها و کنسرت‌های یانی به عنوان نوازنده ویلون فعالیت داشته‌است.

## تورها به همراهیانی
- ۲۰۰۳ و ۲۰۰۴ - تور جهانی قومیت
- ۲۰۰۵ - کنسرت یانی در لاس وگاس و صداهای یانی
- ۲۰۱۳ - تور جهان بدون مرزها
- ۲۰۱۴ - تور جهانی
- ۲۰۱۵ - تور جهانی
- ۲۰۱۸- بیست و پنجمین سالگرد تورجهانی آکروپولیس
- ۲۰۱۹- کنسرت یانی در کنار دریا(مصر)

## نگارخانه

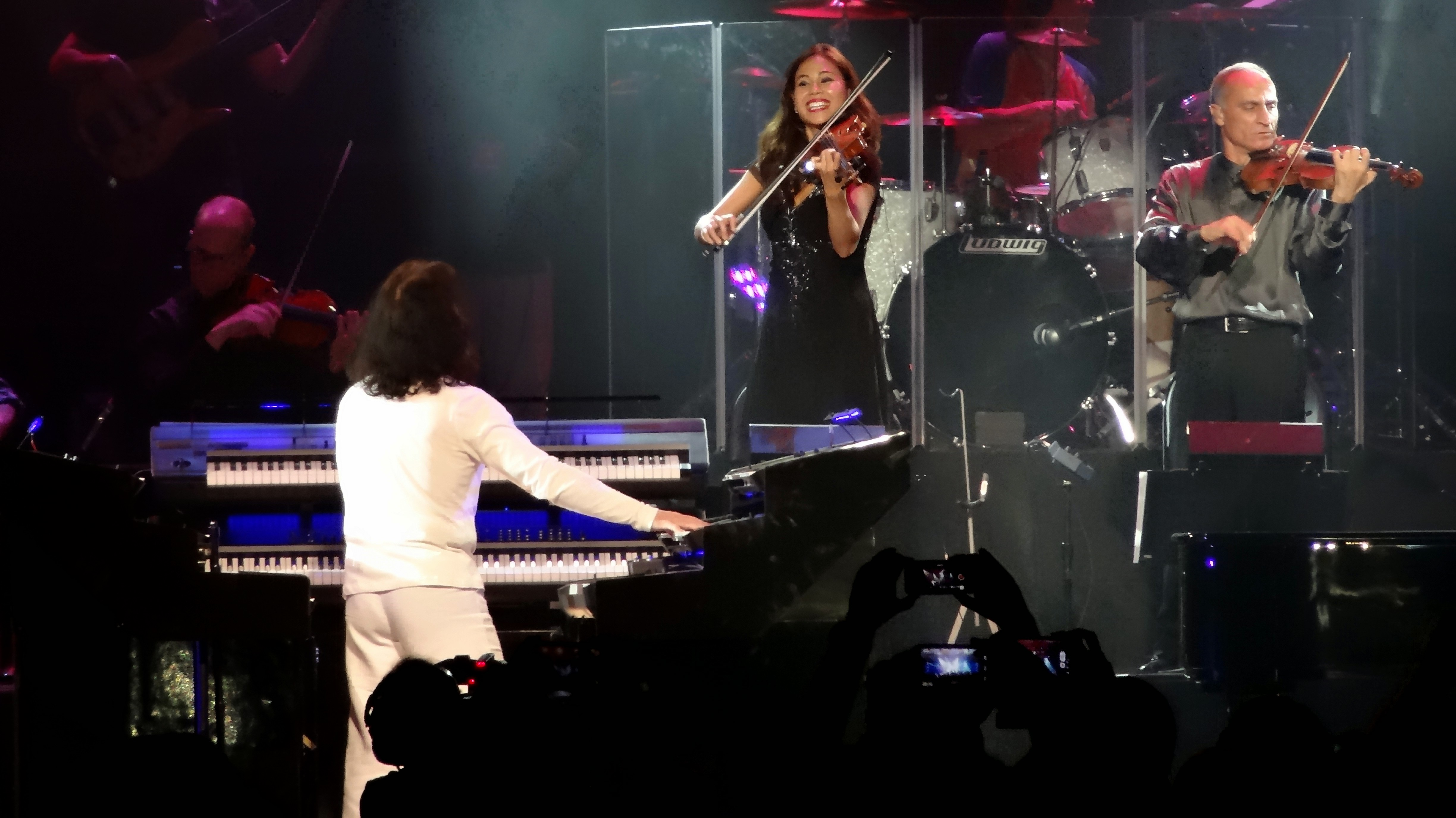
مری سیمپسن و سمول یروینیان در بنگلور آوریل ۲۰۱۴